# Sygnał zastępczy
Treść tego artykułu od 2025-07 należy opracować w taki sposób, aby nie uwypuklała nadmiernie polskiej specyfiki / aby nie zawężała się tylko do polskich warunków
Dokładniejsze informacje o tym, co należy poprawić, być może znajdują się w dyskusji tego artykułu.
 Po wyeliminowaniu niedoskonałości należy usunąć szablon {{Dopracować}} z tego artykułu.
Sygnał zastępczy, Sz – w Polsce: sygnał w postaci migającego białego światła na semaforze lub sygnalizatorze sygnału zastępczego.
Sygnał zastępczy jest zezwoleniem na jazdę pociągu w szczególnych przypadkach:
- kiedy nie ma możliwości podania sygnału zezwalającego (np. z powodu awarii urządzeń lub gdy urządzenia nie zezwalają na podanie innego sygnału),
- kiedy sygnał podany na semaforze jest wątpliwy (wyświetlone światło bądź kombinacja świateł nie ma swojego odzwierciedlenia w obowiązujących przepisach),
- kiedy w ogóle brak sygnału (semafor jest nieoświetlony).

Podczas jazdy na sygnał zastępczy stosuje się dodatkowe zasady:
- w przypadku wyjazdu na tor lewy (przeciwny do zasadniczego) sygnał zastępczy wyświetlany jest wraz ze wskaźnikiem W24, w innym przypadku sygnał ten jest nieważny[1],
- jadąc w obrębie stacji (posterunku ruchu) obowiązuje ograniczenie prędkości do 40 km/h (w przypadku wyjazdu pociągu: do ostatniego rozjazdu w drodze przebiegu)[1],
- jadąc na tor szlakowy wyposażony w czynną wieloodstępową (samoczynną) blokadę liniową należy ograniczyć prędkość do 40 km/h do pierwszego semafora wskazującego sygnał zezwalający[1] (do 20.05.2025 było to 20km/h)
- w każdym przypadku maszynista reguluje prędkość pociągu tak, aby było możliwe natychmiastowe zatrzymanie składu w razie zauważenia przeszkody[1]

Użycie sygnału zastępczego, nie zależy od stanu innych urządzeń sterowania ruchem (oraz nie wpływa na sygnał wyświetlany przez tarcze ostrzegawcze i powtarzacze). Bezpieczeństwo prowadzenia ruchu pociągów zależy wówczas wyłącznie od personelu kolei; przy użyciu sygnału zastępczego można bowiem np. wyprawić pociąg na zajęty odcinek toru, co normalnie uniemożliwiłyby urządzenia sterowania. Z tego powodu stosowanie sygnału wymaga szczególnej ostrożności i jest każdorazowo odnotowywane w dokumentacji ruchowej. Mimo to, w przeszłości, niejednokrotnie zdarzały się wypadki kolejowe wynikłe z niewłaściwego użycia sygnału zastępczego, jak np. katastrofa kolejowa pod Szczekocinami.